# 코츠월즈

코츠월즈의 위치

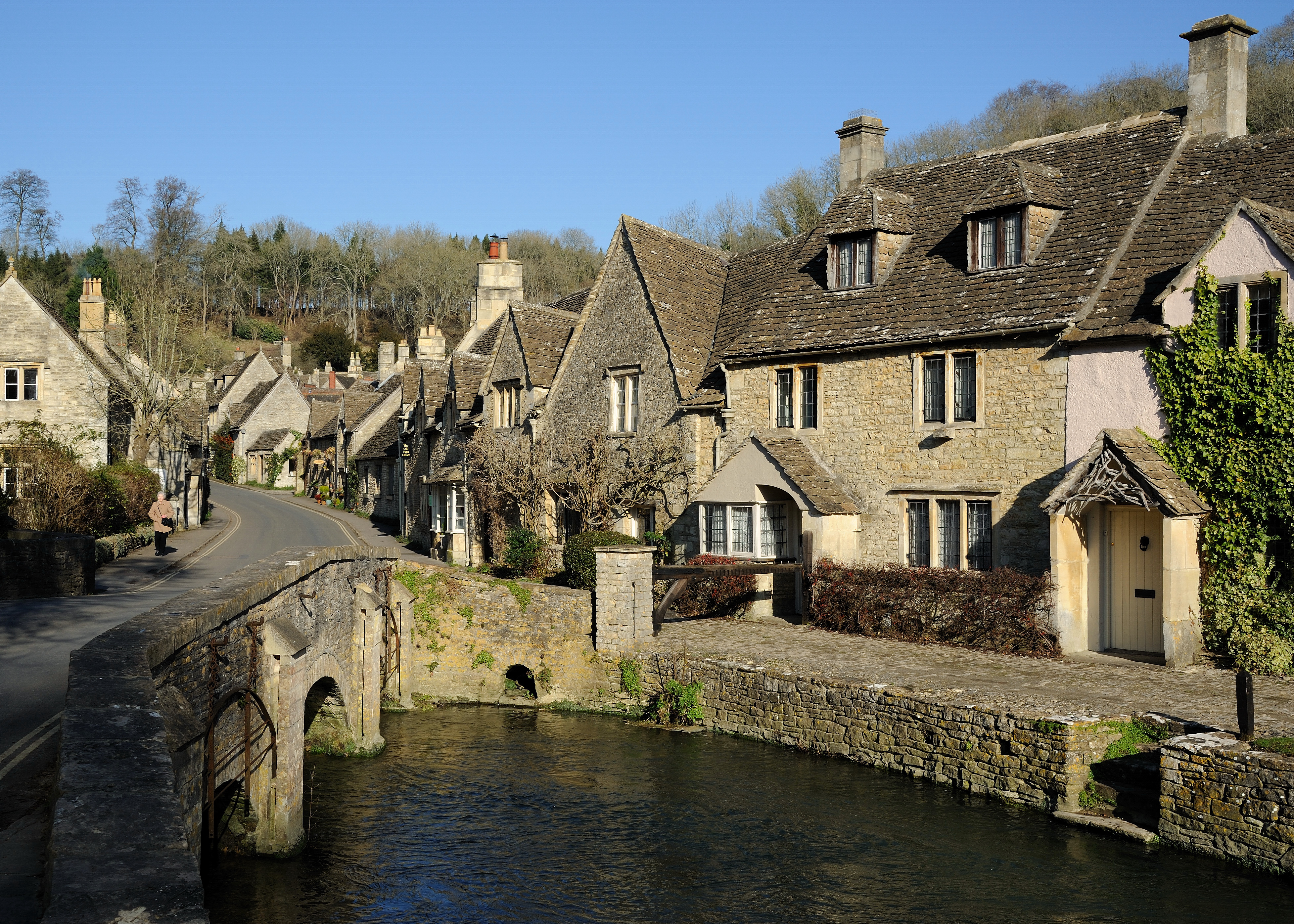
캐슬 콤

코츠월즈(영어: Cotswolds)는 잉글랜드 중남부의 지역이다. 주로 역사적 마을, 돌로 지어진 마을, 정원 등으로 이루어져 있다. 1966년 자연절경지역(AONB)으로 지정되었다.